# Grataron du Beaufortain
Le grataron du Beaufortain, aussi appelé grataron d'Arêches, est un fromage au lait de chèvre, originaire du Beaufortain dans le département de la Savoie, dans les Alpes.

## Description
Le grataron est l'un des rares fromages de chèvre à pâte molle, pressée mais non cuite et à croûte lavée des Alpes au lait cru de chèvre, soit une sorte de reblochon de chèvre. Il s'agit d'une petite tomme de 10 cm de diamètre, de 4 cm d’épaisseur et d'environ 400 g. Son affinage se fait durant 1 à 2 mois. Sa saveur est relevée et est constitué à 45 % de matière grasse[réf. souhaitée].
Autrefois il était habituellement fabriqué par les femmes, dans chaque maison.